# جزيرة تابوهان
جزيرة تابوهان وهي جزيرة صغيرة من جزر إندونيسيا، وتقع مضيق بالي في إقليم جاوة الشرقية، غرب جزيرة منجانغان.